# Quatorze infaillibles
Les Quatorze Infaillibles, d'après les chiites duodécimains, sont Mahomet, sa fille Fatima et les douze imams. Selon les chiites duodécimains les Quatorze Infaillibles sont libres de l’erreur et du péché. L’Allameh Tabatabaï affirme que « la pureté ou la pureté immaculée » est un état de fait chez un être humain infaillible qui le protège de ce qui n’est pas autorisé (comme l’erreur et le péché).

## Arbre généalogique
|  |  |  |  | Mahomet      |              |              |              |              |              |  |  |                    |        |        |        |        |        |  |  |  |  |  |  |  |  |  |  |  |  |  |  |
|  |  |  |  |              |              |              |              |              |              |  |  |                    |        |        |        |        |        |  |  |  |  |  |  |  |  |  |  |  |  |  |  |
|  |  |  |  | Fatima Zahra | Fatima Zahra | Fatima Zahra | Fatima Zahra | Fatima Zahra | Fatima Zahra |  |  | Ali                | Ali    | Ali    | Ali    | Ali    | Ali    |  |  |  |  |  |  |  |  |  |  |  |  |  |  |
|  |  |  |  | Fatima Zahra | Fatima Zahra | Fatima Zahra | Fatima Zahra | Fatima Zahra | Fatima Zahra |  |  | Ali                | Ali    | Ali    | Ali    | Ali    | Ali    |  |  |  |  |  |  |  |  |  |  |  |  |  |  |
|  |  |  |  |              |              |              |              |              |              |  |  |                    |        |        |        |        |        |  |  |  |  |  |  |  |  |  |  |  |  |  |  |
|  |  |  |  |              |              |              |              |              |              |  |  |                    |        |        |        |        |        |  |  |  |  |  |  |  |  |  |  |  |  |  |  |
|  |  |  |  | Hasan        | Hasan        | Hasan        | Hasan        | Hasan        | Hasan        |  |  | Husayn             | Husayn | Husayn | Husayn | Husayn | Husayn |  |  |  |  |  |  |  |  |  |  |  |  |  |  |
|  |  |  |  | Hasan        | Hasan        | Hasan        | Hasan        | Hasan        | Hasan        |  |  | Husayn             | Husayn | Husayn | Husayn | Husayn | Husayn |  |  |  |  |  |  |  |  |  |  |  |  |  |  |
|  |  |  |  |              |              |              |              |              |              |  |  | Ali Zayn al-Abidin |        |        |        |        |        |  |  |  |  |  |  |  |  |  |  |  |  |  |  |
|  |  |  |  |              |              |              |              |              |              |  |  |                    |        |        |        |        |        |  |  |  |  |  |  |  |  |  |  |  |  |  |  |
|  |  |  |  |              |              |              |              |              |              |  |  | Muhammad al-Bâqir  |        |        |        |        |        |  |  |  |  |  |  |  |  |  |  |  |  |  |  |
|  |  |  |  |              |              |              |              |              |              |  |  |                    |        |        |        |        |        |  |  |  |  |  |  |  |  |  |  |  |  |  |  |
|  |  |  |  |              |              |              |              |              |              |  |  | Ja'far al-Sâdiq    |        |        |        |        |        |  |  |  |  |  |  |  |  |  |  |  |  |  |  |
|  |  |  |  |              |              |              |              |              |              |  |  |                    |        |        |        |        |        |  |  |  |  |  |  |  |  |  |  |  |  |  |  |
|  |  |  |  |              |              |              |              |              |              |  |  | Musa al-Kazim      |        |        |        |        |        |  |  |  |  |  |  |  |  |  |  |  |  |  |  |
|  |  |  |  |              |              |              |              |              |              |  |  |                    |        |        |        |        |        |  |  |  |  |  |  |  |  |  |  |  |  |  |  |
|  |  |  |  |              |              |              |              |              |              |  |  | ‘Alī ar-Ridhā      |        |        |        |        |        |  |  |  |  |  |  |  |  |  |  |  |  |  |  |
|  |  |  |  |              |              |              |              |              |              |  |  |                    |        |        |        |        |        |  |  |  |  |  |  |  |  |  |  |  |  |  |  |
|  |  |  |  |              |              |              |              |              |              |  |  | Muhammad al-Jawad  |        |        |        |        |        |  |  |  |  |  |  |  |  |  |  |  |  |  |  |
|  |  |  |  |              |              |              |              |              |              |  |  |                    |        |        |        |        |        |  |  |  |  |  |  |  |  |  |  |  |  |  |  |
|  |  |  |  |              |              |              |              |              |              |  |  | ‘Alī al-Hadi       |        |        |        |        |        |  |  |  |  |  |  |  |  |  |  |  |  |  |  |
|  |  |  |  |              |              |              |              |              |              |  |  |                    |        |        |        |        |        |  |  |  |  |  |  |  |  |  |  |  |  |  |  |
|  |  |  |  |              |              |              |              |              |              |  |  | Hasan al-‘Askarī   |        |        |        |        |        |  |  |  |  |  |  |  |  |  |  |  |  |  |  |
|  |  |  |  |              |              |              |              |              |              |  |  |                    |        |        |        |        |        |  |  |  |  |  |  |  |  |  |  |  |  |  |  |
|  |  |  |  |              |              |              |              |              |              |  |  | Muhammad al-Mahdī  |        |        |        |        |        |  |  |  |  |  |  |  |  |  |  |  |  |  |  |

## Liste des Infaillibles
| Numéro | Moderne (calligraphique) illustration | Nom                       | Kunya (titre)    | Laqab (épithète)                                                                   | Date de naissance/décès (EC/AH) Lieu de naissance           | Cause et lieu de décèsLieu de sépulture |
| ------ | ------------------------------------- | ------------------------- | ---------------- | ---------------------------------------------------------------------------------- | ----------------------------------------------------------- | --- |
| 1      |                                       | Mohammed ibn `Abd Allâh , | Abou l-Qâsim     | Rasul Allah Nabi Khatam al-Anbia                                                   | 570–632 / 53 BEC –10 La Mecque, Arabie saoudite             | Il meurt après une courte maladie à Médine, Arabie saoudite . Il est enterré à Médine. |
| 2      |                                       | Fatima Zahra              | Umm Abiha        | Sayyidatu n-Nisā'il-‘alamīn al-Zahra Al-Siddiqah Al-Mubarakah At-Taherah Al-Batoul | 605/15 – 632/633 EC / 17 ou 7 BH La Mecque, Arabie saoudite | D'après la tradition des chiites, elle est morte de chagrin après avoir perdu son enfant Mouhsein après avoir été écrasé derrière sa porte par les sunnites . Elle est décédée à Médine. Sa tombe est restée cachée jusqu’à nos jours.                                                           |
| 3      |                                       | Ali                       | Abū al-Ḥassan    | Amīr al-Mu'minīn                                                                   | 600 – 661 / 23 BEC – 40 A.H La Mecque, Arabie saoudite      | L'imam Ali mourut le 21 du mois de Ramadhan , mortellement blessé à la tête par un Khârijite du nom de Ibn Muljim alors qu'il était en train de diriger la prière le 19 Ramadhan au matin (il se prosternait). L'épée était empoisonnée, il mourut 3 jours après le coup . Enterré à Najaf, Irak |
| 4      |                                       | Hasan                     | Abū Muḥammad     | Al-Mujtabā                                                                         | 625 – 670/3 – 50 Médine, Arabie saoudite                    | Selon la tradition chiite, empoisonné par son épouse Ja'da Bint Ash'at sous l'ordre de Muʿawiya Ier. Il est enterré à Médine au cimetière d'al-Baqî. |
| 5      |                                       | Husayn ben Ali            | Abū Abdillāh     | Sayyid ash-Shuhadā'                                                                | 626 – 680 / 4 – 61 à Médine                                 | Tué et décapité à la bataille de Karbala , après avoir subi la soif et l'oppression pendant plusieurs jours. Enterré au mausolée d'Hussein, Karbala en Irak. |
| 6      |                                       | Ali ibn Husayn            | Abū Muḥammad     | Al-Sajjad Zayn alĀbidīn                                                            | 658 – 713 / 38 Médine, Arabie saoudite                      | Selon les chiites, l'Imam (A.S.) fut empoisonné par Walîd bin Abdul Malik en 95 A.H. Il est enterré à Jannatoul Baqî à Madina près d’Imam Hasan |
| 7      |                                       | Muhammad al-Baqir         | Abū Jafar        | Baqir al-Ulum                                                                      | 677 – 732 / 57 – 114 Médine, Arabie saoudite                | Imam fut empoisonné par Ibrahim ibn Walid ibn `Abd Allah, neveu du calife omeyyade Hichâm.Il fut inhumé à Bâqia à Médine |
| 8      |                                       | Ja'far                    | Abū Abdillāh     | Aṣ-Ṣādiq                                                                           | 702 – 765 / 83 – 148 Médine, Arabie saoudite                | Il est mort empoisonné par le calife abbasside Abû Ja`far Al-Mansur. Il est enterré à Médine au cimetière d'al-Baqî. |
| 9      |                                       | Musa ibn Ja'far           | Abu al-Hasan I   | Al-Kazim                                                                           | 745 – 799 / 128 – 183 Médine, Arabie saoudite               | Selon les chiites il est mort empoisonné dans sa prison par le calife abbasside Harun al-Rashid. Il fut enterré à Kazmain près de Bagdad, Irak. |
| 10     |                                       | Ali ibn Musa              | Abu al-Hasan II  | Ar-Riḍā                                                                            | 765 – 817 / 148 – 203 Médine, Arabie saoudite               | Imam fut empoisonné par Al-Ma’mūn à Mashad, Iran. Il est inhumé à Touss Mashad en Iran Mausolée de l'imam Reza. |
| 11     |                                       | Muhammad ibn Ali          | Abū Jacfar       | At-Taqī al-Jawad                                                                   | 810 – 835 / 195 – 220 Médine, Arabie saoudite               | Empoisonné par sa femme Umm al-Fadl à l'instigation de Al-Mu'tasim, à Bagdad, Irak, sous l'ordre du caliphe Al-Mu'tasim, d'après la tradition des chiites. Il est enterré près de son grand-père Imam Moussa al-Kazim à Kazmain dans la province de Bagdad, Irak .                               |
| 12     |                                       | Ali ibn Muhammad          | Abu al-Hasan III | Al-Hādī an-Naqī                                                                    | 827 – 868 / 212 – 254 à Médine                              | Il a été empoisonné sous l'ordre du calife Al-Mu'tazz à Samarra, Iraq Enterré dans le sanctuaire Al-Askari, Samarra, Irak . |
| 13     |                                       | Hasan ibn Ali             | Abū Muḥammad     | Al-cAskarī                                                                         | 846 – 874 / 232 – 260 Médine, Arabie saoudite               | Il a été empoisonné sous l'ordre du calife Al-Mu'tamid à Samarra, Irak. Imam est enterré à côté de son père à Samarra, Irak. |
| 14     |                                       | Muhammad ibn al-Hasan     | Abū Qāsim        | Al-Mahdī l'imam caché al-Hujjah Sahib al-Zaman Imam al Asr al-Qa'im                | 868 / 255 or 256 Samarra Irak                               | Les duodécimains croient que l’Imam Mahdī est toujours vivant : il est en occultation. |